# 유고슬라비아 왕자 알렉산다르

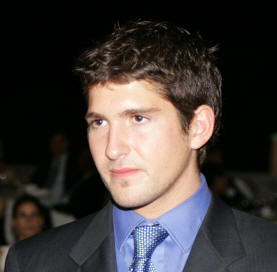
유고슬라비아 왕자 알렉산다르

유고슬라비아 왕자 알렉산다르(Prince Alexander of Yugoslavia, 1982년 1월 15일 ~ )는 사라졌던 유고슬라비아 왕국의 옛 통치 가문인 카라조르제비치 왕조의 일원이다. 그는 마지막 유고슬라비아 왕인 페타르 2세의 셋째이자 막내 손자이다.